# Liste der Monuments historiques in Chenac-Saint-Seurin-d’Uzet
Die Liste der Monuments historiques in Chenac-Saint-Seurin-d’Uzet führt die Monuments historiques in der französischen Gemeinde Chenac-Saint-Seurin-d’Uzet auf.

## Liste der Bauwerke
| Bezeichnung                    | Beschreibung                                                                     | Standort                                   | Kennzeichnung | Schutzstatus | Datum | Bild |
| ------------------------------ | -------------------------------------------------------------------------------- | ------------------------------------------ | ------------- | ------------ | ----- | ---- |
| Château de Saint-Seurin-d’Uzet | Burganlage des 14. und 15. Jahrhunderts, im 18. Jahrhundert zum Schloss umgebaut | Saint-Seurin-d’Uzet, Rue du Château (Lage) | PA17000096    | Inscrit      | 2012  |      |

## Liste der Objekte
| Bezeichnung         | Beschreibung                                               | Standort                                    | Kennzeichnung | Schutzstatus | Datum | Bild |
| ------------------- | ---------------------------------------------------------- | ------------------------------------------- | ------------- | ------------ | ----- | ---- |
| Gemälde Himmelfahrt | Öl auf Leinwand, 18. Jahrhundert; in der Kirche St-Séverin | Saint-Seurin-d’Uzet, Rue de l’Église (Lage) | PM17000632    | Classé       | 1994  |      |
| Chaire à prêcher    | Holz; in der Kirche St-Séverin                             | Saint-Seurin-d’Uzet, Rue de l’Église (Lage) | PM17001806    | Inscrit      | 1997  |      |
| Schiffsmodell       | Votivgabe; Holz, 19. Jahrhundert; in der Kirche St-Martin  | Chenac, Rue de la Fontaine (Lage)           | PM17000070    | Classé       | 1958  |      |